# Julián Barrio Barrio
Julián Barrio Barrio (Manganeses de la Polvorosa, 15 agosto 1946) è un arcivescovo cattolico spagnolo, dal 1º aprile 2023 arcivescovo emerito di Santiago di Compostela.

## Biografia
Julián Barrio Barrio è nato a Manganeses de la Polvorosa il 15 agosto 1946 da genitori agricoltori e pastori.

### Formazione e ministero sacerdotale
Nonostante le sue umili origini, ha studiato nel seminario di Astorga e nel 1971 ha conseguito la laurea in teologia presso la Pontificia Università di Salamanca. Nel 1974 ha conseguito la licenza e nel 1976 il dottorato in storia della Chiesa presso la Pontificia Università Gregoriana a Roma. La tesi di licenza è stata premiato con una medaglia d'onore e quella di dottorato con una medaglia d'oro. Nel 1979 ha ottenuto la laurea in lettere e filosofia con specializzazione in geografia e storia presso l'Università di Oviedo.
Il 4 luglio 1971 è stato ordinato presbitero per la diocesi di Astorga da monsignor Antonio Briva Mirabent. Lo stesso anno è stato inviato a Roma per studi dove ha prestato servizio come bibliotecario dell'Istituto storico spagnolo, annesso alla chiesa di Santa Maria in Monserrato degli Spagnoli presso la quale prestava servizio pastorale. Tornato in patria è stato segretario degli studi e vice rettore del seminario diocesano maggiore di Astorga dal 1978 al 1980; rettore del seminario diocesano maggiore e direttore del Centro di studi ecclesiastici del seminario di Astorga dal 1980 al 1992; professore di storia della Chiesa nel seminario maggiore, di storia della Spagna e di storia contemporanea nel seminario minore dal 1980 al 1992; membro del consiglio nazionale dei rettori dei seminari dal 1982 al 1985; professore nella sezione distaccata di Valdeorras dell'Università Nazionale di Educazione a Distanza dal 1991 al 1993; membro del collegio dei consultori e segretario del consiglio pastorale diocesano dal 1991 al 1992.

### Ministero episcopale

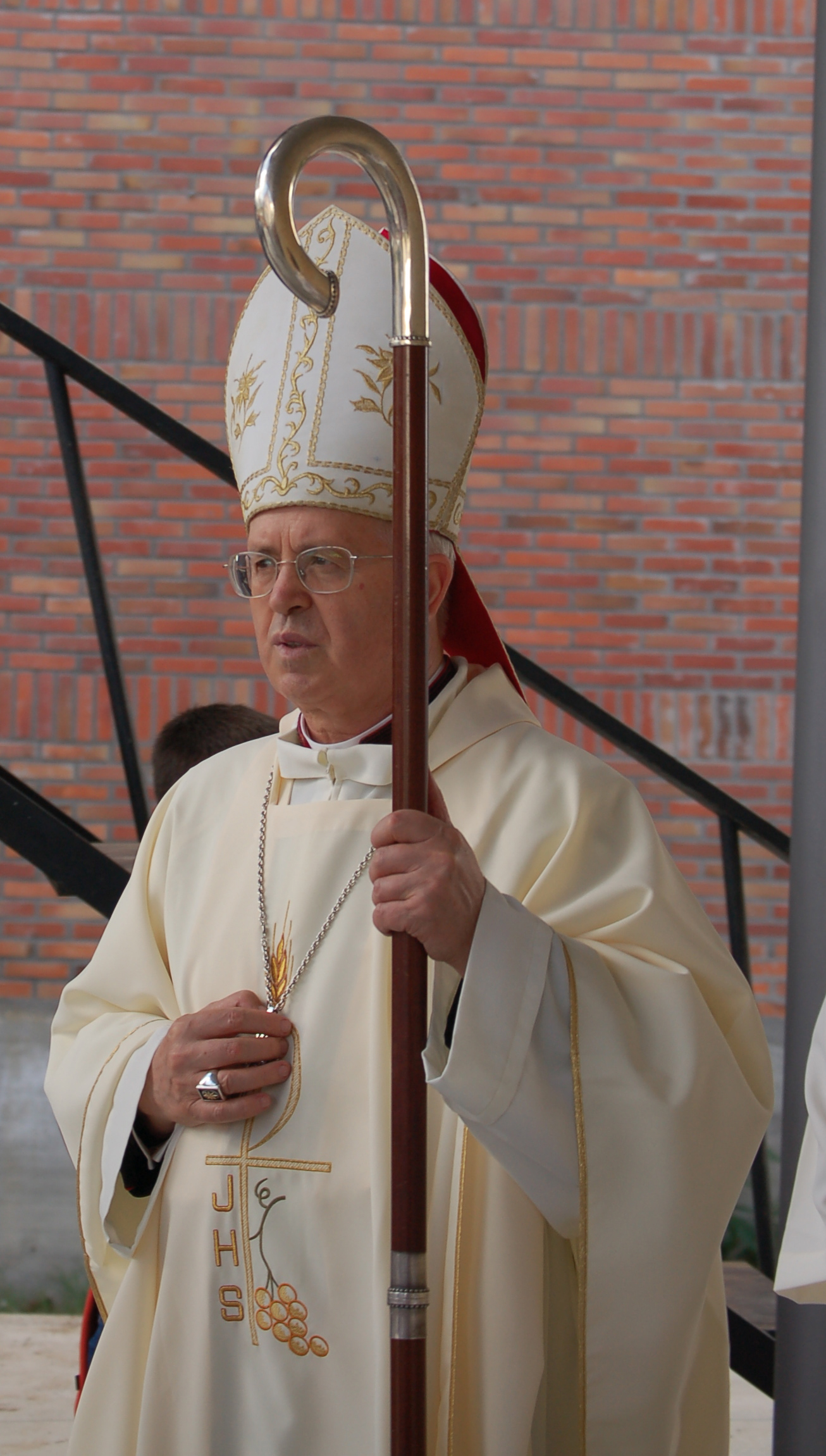
Monsignor Julián Barrio nel 2010 durante una celebrazione eucaristica.

Il 31 dicembre 1992 papa Giovanni Paolo II lo ha nominato vescovo ausiliare di Santiago di Compostela e titolare di Sasabe. Ha ricevuto l'ordinazione episcopale il 7 febbraio successivo dall'arcivescovo metropolita di Santiago di Compostela Antonio María Rouco Varela, co-consacranti l'arcivescovo Mario Tagliaferri, nunzio apostolico in Spagna, e il vescovo di Astorga Antonio Briva Mirabent.
Ha collaborato con monsignor Antonio María Rouco Varela e nell'ottobre del 1994, dopo il trasferimento di quest'ultimo a Madrid, il collegio dei consultori lo ha eletto amministratore diocesano.
Il 5 gennaio 1996 papa Giovanni Paolo II lo ha nominato arcivescovo metropolita di Santiago di Compostela.
Da quando ha assunto la carica di arcivescovo è emerso il suo atteggiamento conservatore e deciso, continuando la politica del suo predecessore. Ha pubblicamente parlato del cattolicesimo come un segno distintivo del popolo spagnolo e si è opposto fortemente al matrimonio omosessuale, affermando che il matrimonio è essenzialmente eterosessuale e inevitabile per una famiglia sana, il cui fallimento rappresenta il fallimento della società.
Durante il suo episcopato ha tenuto tre anni giacobei, il terzo dei quali si è concluso con la visita di papa Benedetto XVI a Santiago di Compostela.
Nel marzo del 2014 ha compiuto la visita ad limina.
In seno alla Conferenza episcopale spagnola è membro della sottocommissione per i seminari e le università dal marzo del 2017 e membro del comitato permanente dal marzo del 2020. In precedenza è stato membro della commissione per i seminari e le università dal 1993 al 1997; presidente della stessa dal 1999 al 2005; presidente della commissione per l'apostolato secolare dal 2005 al 2011 e membro del comitato esecutivo dal 2011 al 2017.
Ha ricevuto la medaglia d'oro e la cittadinanza onoraria della città di Santiago di Compostela nel 2000; la medaglia d'oro del consiglio di Vila de Cruces nel 2006; il premio Santa Bona della Città di Pisa nel 2007 e la gran croce della croce d'onore fidelitas dell'arcivescovado castigliano di Spagna nel 2017 ed è membro della Confraternita di Nosa Señora da Conceçao.
Il 1º aprile 2023 papa Francesco ha accolto la sua rinuncia al governo pastorale dell'arcidiocesi di Santiago di Compostela per raggiunti limiti di età; gli è succeduto Francisco José Prieto Fernández, fino ad allora vescovo ausiliare della medesima arcidiocesi.

## Opere
- Félix Torres Amat (1772-1847), Un Obispo reformador, Roma 1977.
- La Junta de ancianos de la iglesia de Gibraltar, Anthologica Annua.
- Aportación para un epistolario de Félix Torres Amat, Anthologica Annua.
- Proceso a un clérigo doceañista: Astorica.
- 25 Años de Postconcilio en el Seminario: 25 Años de Ministerio episcopal en la Iglesia Apostólica de Astorga, Astorga, 1993.
- La formación de los sacerdotes del mañana, (1989).
- Peregrinar en Espíritu y en verdad. Escritos Jacobeos (2004).
- Peregrinando en esperanza. Lectura creyente de la realidad actual (2007).

## Genealogia episcopale e successione apostolica
La genealogia episcopale è:
- Cardinale Scipione Rebiba
- Cardinale Giulio Antonio Santori
- Cardinale Girolamo Bernerio, O.P.
- Arcivescovo Galeazzo Sanvitale
- Cardinale Ludovico Ludovisi
- Cardinale Luigi Caetani
- Cardinale Ulderico Carpegna
- Cardinale Paluzzo Paluzzi Altieri degli Albertoni
- Papa Benedetto XIII
- Papa Benedetto XIV
- Papa Clemente XIII
- Cardinale Marcantonio Colonna
- Cardinale Giacinto Sigismondo Gerdil, B.
- Cardinale Giulio Maria della Somaglia
- Cardinale Carlo Odescalchi, S.I.
- Cardinale Costantino Patrizi Naro
- Cardinale Serafino Vannutelli
- Cardinale Domenico Serafini, Cong. Subl. O.S.B.
- Cardinale Pietro Fumasoni Biondi
- Cardinale Antonio Riberi
- Cardinale Ángel Suquía Goicoechea
- Cardinale Antonio María Rouco Varela
- Arcivescovo Julián Barrio Barrio

La successione apostolica è:
- Vescovo Luis Quinteiro Fiuza (1999)
- Vescovo José Leonardo Lemos Montanet (2012)
- Vescovo Jesús Fernández González (2014)
- Vescovo Luis Ángel de las Heras Berzal, C.M.F. (2016)
- Arcivescovo Francisco José Prieto Fernández (2021)
- Vescovo Fernando García Cadiñanos (2021)

## Araldica
| Stemma | Titolare                                                   | Descrizione |
|        | Julián Barrio Barrio Arcivescovo di Santiago di Compostela | Lo stemma di monsignor Julián Barrio Barrio più che seguire le regole tradizionali dell'araldica, mira a trasmettere un'idea esclusivamente ecclesiale. Su campo azzurro vi è una barca da cui pende una rete al naturale; sopra vi è una stella a cinque punte in argento con l'anagramma di Maria, Madre di Dio e della Chiesa, che con i suoi raggi illumina la barca. Sopra i raggi vi è l'arca che contiene le spoglie di San Giacomo il Maggiore. Nell'araldica ecclesiastica la barca simboleggia da sempre la Chiesa nel suo viaggio attraverso la storia spazzata dal vento, un simbolo di correnti contrarie a essa e al Regno di Dio. La Chiesa però continua a navigare confidando solo nella Parola di Dio, evocando la scena che San Luca racconta all'inizio del capitolo 5 del suo Vangelo. Come motto ha scelto l'espressione "In verbo tuo Domine", che significa "Confidando nella tua Parola, Signore". Lo stemma è completato con gli ornamenti esterni che sono una croce processionale episcopale d'oro, posta dietro allo scudo e che si estende sopra e sotto lo stesso e un cappello ecclesiastico chiamato galero, con sei nappe in tre file su entrambi i lati dello scudo. Queste sono le insegne araldiche di un prelato del grado di vescovo come da disposizione della Santa Sede del 31 marzo 1969. |